# Сухиновский сельский совет (Кобелякский район)
Сухиновский сельский совет (укр. Сухинівська сільська рада) — входит в состав
Кобелякского района
Полтавской области
Украины.
Административный центр сельского совета находится в 
с. Сухиновка.

## Населённые пункты совета
- с. Сухиновка
- с. Лесное